# Meló-Diák
A Meló-Diák Országos Diákvállalkozási Hálózat (röviden csak Meló-Diák) egy diákmunkát közvetítő szervezet. Budapesti tagja, az Universitas, 1983-ban alakult a Budapesti Közgazdaságtudományi Egyetemen, azért, hogy a diákok számára szervezett kereteken belül nyújtson munkalehetőséget.

## Feltételek
16 éves kor felett biztosít munkavállalási lehetőséget az iskolaszövetkezet tagjai számára, akiket kérésükre e-mailben vagy SMS-ben folyamatosan értesít az aktuális munkalehetőségekről. A munkavállalás szabályos munkaviszony keretében.

## Foglalkoztatottság és bérek
Kisebb cégeknél adatrögzítő, adminisztrációs és szakmai tudást igénylő pozíciókat is betölthetnek a diákok, de a leggyakoribb állások  az árufeltöltő, a pénztárosi, a gyorséttermi, a szórólaposztó. Egyes cégek viszont tesztmunkaként fogják fel a foglalkoztatást, és a  bebizonyított szaktudású szezonális alkalmazottakból választják ki az állandó munkatársaikat.
A foglalkoztatottság az évszaktól is függ, a nyári hónapok a legerősebbek, Budapesten illetve Pest megyében elérik a 3000-es főt is, elsősorban a szabadság miatt kieső munkaerő pótlása miatt.
Az órabérek a szakmai- és nyelvtudástól függenek, 2010-ben jellemzően 500 forint körül alakultak, de egyes esetekben elérik az 1200 forintot is. Vidéken a kereset 5-20%-kal alatta marad a fővárosinak.

## Irodák
Meló - Diák
Baja,  Békéscsaba,  Cegléd,  Debrecen,  Dunaújváros,  Eger,  Esztergom,  Gyöngyös,  Győr,  Jászberény,  Kaposvár,   Kecskemét,  Marcali,  Miskolc,  Nagykanizsa,  Nagykőrös,  Nyíregyháza,  Pápa,  Pécs,  Siófok,  Sopron,  Szeged,  Székesfehérvár,  Szekszárd, Szolnok,  Szombathely,  Tatabánya,  Veszprém,  Zalaegerszeg;
Universitas
Budapest, Érd, Gödöllő, Salgótarján, Vác.

## Külső linkek
- kisalfold.hu – Meló-Diák Futónap, Győr, a Széchenyi István Egyetem sportpályája Archiválva 2010. január 6-i dátummal a Wayback Machine-ben